# European Football League 2019
La European Football League 2019 sarà la sesta edizione dell'omonimo torneo di football americano non organizzata dalla EFAF. Si risolve nella sola finale, denominata Eurobowl XXXIII.

## Squadre partecipanti
| Club                | Città     | Stadio | Sponsor ufficiale | Risultato nella stagione 2018 |
| ------------------- | --------- | ------ | ----------------- | ----------------------------- |
| Amsterdam Crusaders | Amsterdam |        |                   |                               |
| Potsdam Royals      | Potsdam   |        |                   | Vincitori dell'EFL Bowl       |

## Eurobowl XXXIII
| Potsdam 9 giugno 2019 | Potsdam Royals | 62 – 12 (28-0 14-0 13-6 7-6) | Amsterdam Crusaders | Luftschiffhafen (2300 spett.) |

## Verdetti
- Potsdam Royals Vincitori dell'Eurobowl XXXIII